# Cleveland Open 2025
Il Cleveland Open 2025 è stato un torneo maschile di tennis professionistico. È stata la 7ª edizione del torneo, facente parte della categoria Challenger 75 nell'ambito dell'ATP Challenger Tour 2025, con un montepremi di 100 000 $. Si è giocato dal 27 gennaio al 2 febbraio 2025 sui campi in cemento indoor del Cleveland Racquet Club di Cleveland, negli Stati Uniti.

## Partecipanti

### Teste di serie
| Nazionalità | Giocatore              | Ranking* | Testa di serie |
| ----------- | ---------------------- | -------- | -------------- |
| Argentina   | Federico Agustín Gómez | 134      | 1              |
| Moldavia    | Radu Albot             | 157      | 2              |
| Stati Uniti | Ethan Quinn            | 166      | 3              |
| Giappone    | James Trotter          | 186      | 4              |
| Stati Uniti | Brandon Holt           | 210      | 5              |
| Stati Uniti | Eliot Spizzirri        | 232      | 6              |
| Brasile     | Karue Sell             | 260      | 7              |
| Stati Uniti | Jeffrey John Wolf      | 264      | 8              |

* Ranking al 13 gennaio 2025.

### Altri partecipanti
I seguenti giocatori hanno ricevuto una wild card per il tabellone principale:
- Kaylan Bigun
- Jenson Brooksby
- Antoine Ghibaudo

Il seguente giocatore è entrato in tabellone con il ranking protetto:
- Kalin Ivanovski

I seguenti giocatori sono passati dalle qualificazioni:
- Filip Pieczonka
- Nathan Ponwith
- Alex Rybakov
- Tristan McCormick
- Trey Hilderbrand
- Jackson Ross

## Punti e montepremi
| Torneo    | Torneo              | V     | F     | SF    | QF    | 2T    | 1T  | Q | Q2  | Q1  |
| Singolare | Punti               | 75    | 44    | 22    | 12    | 6     | 0   | 4 | 2   | 0   |
| Singolare | Premi in denaro ($) | 9 880 | 5 820 | 3 450 | 2 000 | 1 165 | 720 | – | 360 | 185 |
| Doppio    | Punti               | 75    | 44    | 22    | 12    | –     | 0   | – | –   | –   |
| Doppio    | Premi in denaro ($) | 4 250 | 2 450 | 1 480 | 880   | –     | 500 | – | –   | –   |

## Campioni

### Singolare
Colton Smith ha sconfitto in finale  Eliot Spizzirri con il punteggio di 6–4, 6(6)–7, 6–3.

### Doppio
Robert Cash /  James Tracy hanno sconfitto in finale  Juan Carlos Aguilar /  Filip Pieczonka con il punteggio di 7–6(4), 6–1.